# Gérard Bailly
Pour les articles homonymes, voir Bailly.
Gérard Bailly, né le 28 janvier 1940 à Uxelles, est un homme politique français.

## Biographie
Agriculteur de profession, il est élu sénateur du Jura le 23 septembre 2001.
En juin 2011, désigné par le sort pour être juré d'assises, il refuse cette charge civique, s'estimant "trop vieux".
Le 2 février 2016, il apparaît dans le documentaire Cash Investigation d'Élise Lucet, lors d'un débat en compagnie des dirigeants de la société Syngenta, une multinationale de l’agrochimie qui fabrique les pesticides utilisés dans l’agriculture. Le 12 mai 2016 il vote pour le maintien des insecticides néonicotinoïdes dits « tueurs d'abeilles », tout comme une majorité de sénateurs.[réf. souhaitée]
Il soutient Bruno Le Maire pour la primaire présidentielle des Républicains de 2016. En septembre 2016, il est nommé avec plusieurs personnalités membre du comité politique de la campagne.

## Anciens mandats
- Vice-président du conseil régional de Franche-Comté
- Maire d'Uxelles
- Adjoint au maire d'Uxelles
- Président de la Communauté de communes du Pays des lacs
- Président du conseil général du Jura
- Vice-Président du conseil général du Jura ; conseiller général du canton de Clairvaux-les-Lacs